# Sint-Laureins
Sint-Laureins är en kommun i Belgien.   Den ligger i provinsen Östflandern och regionen Flandern, i den nordvästra delen av landet, 70 km nordväst om huvudstaden Bryssel. Antalet invånare är 6 617.
Trakten runt Sint-Laureins består till största delen av jordbruksmark. Runt Sint-Laureins är det ganska tätbefolkat, med 166 invånare per kvadratkilometer.